# Chunky
Chunky – tryb zapisu informacji dotyczących punktu (piksela) graficznego. Punkt jest tu określony jedną wartością (w przeciwieństwie do trybu Planar, w którym punkt opisany jest przez wartości kilku bitplanów). Zmiana koloru piksela odbywa się przez wpisanie liczby do jednej komórki (w "planar" trzeba wprowadzić wartości do kilku komórek, aby uzyskać ten sam efekt). Tryb Chunky jest charakterystyczny dla grafiki PC-tów natomiast Planar dla komputerów Amiga, Atari ST. Konwersja "Chunky to Planar" (c2p) wykorzystywana jest w grach typu "doom".